# Ana Dalassena
Ana Dalassena (em grego: Ἄννα Δαλασσηνή) foi uma importante nobre bizantina que teve um importante papel na ascensão dos Comnenos aos poder no século XI. Como augusta, um título concedido a ela por seu filho Aleixo I Comneno, mas não à sua imperatriz-consorte, guio o império durante as muitas ausências do filho, sempre em campanha contra os turcos ou outros invasores do império. Como imperatriz-mãe, tinha muito mais influência que a nora, Irene Ducena, que ela detestava por causa de antigas disputas com a família Ducas.

## Vida

### Primeiros anos
Ana era filha de Aleixo Caron, o tenente imperial na Itália, e Adriana Dalassena. A família de sua mãe, os Dalassenos, é originária de Dalasa, no rio Eufrates. O fato de ela ter mantido o sobrenome por toda a vida, mesmo depois de casada, é uma indicação de que a família de sua mãe era mais prestigiosa na época que a dos Comnenos. Contrária ao protocolo e expectativa normal da corte bizantina e de forma similar à sua antecessora, Eudócia Macrembolitissa, Ana tornou-se o novo modelo de matriarca de uma família poderosa.
Em 1044, Ana foi casada com João Comneno, cujo irmão, Isaac Comneno, havia sido escolhido por uma facção dos generais bizantinos rebeldes para suceder ao já idoso e inepto Miguel VI, o Estratiótico. Como resultado, João recebeu os títulos de curopalates e doméstico das escolas do ocidente (comandante-em-chefe dos exércitos ocidentais). Ana, por sua vez, recebeu o equivalente feminino dos mesmos títulos, como se evidencia em seus sinetes ("curopalatissa" e "domesticissa"), o que a tornou a segunda mulher mais importante da corte, segunda apenas em relação à imperatriz e sua filha. O filho mais velho dela, Manuel, nasceu em 1045, e ela acabou tendo oito filhos.
Infelizmente para Ana, Isaac ficou muito doente e foi persuadido pelos patriarcas Miguel Cerulário e Constantino Licuda a abdicar o trono em 1059. Isaac queria passá-lo a João, mas ele não aceito e Constantino X Ducas foi escolhido. De acordo com o historiador da família, Nicéforo Briênio, Ana "chorou e gemeu" para tentar fazer João mudar de ideia, mas ele não via vantagem alguma para a família no trono e ela acabou sendo forçada a aceitar as consequências. Anos depois, a neta de Ana, Ana Comnena, foi forçada a aceitar o mesmo destino quando não conseguiu persuadir seu marido, o mesmo Nicéforo Briênio, a usurpar o trono do irmão dela, João II Comneno, depois da morte de Aleixo I em 1118.

### Rivalidade com os Ducas

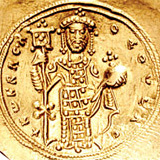
Reverso de um histameno de Constantino X Ducas, da família rival dos Ducas. Durante o breve reinado de seu sucessor, Romano IV Diógenes, Ana Dalassena os apoiou, o que quase lhe custou a vida depois que ele morreu na Batalha de Manzicerta (1071). O poderoso João Ducas, tio do novo imperador Miguel VII Ducas, a julgou por traição, sem sucesso.

Como resultado desta tentativa fracassada de tomar o trono imperial, Ana teve que suportar a amargura dos Ducas e "viveu para a intriga até conseguir colocar seu próprio filho no trono". Depois da morte do marido, em 1067, Ana passou a comandar a família como matriarca, manobrando constantemente para avançar sua própria família.
Depois do fim do reinado de Constantino X Ducas (r. 1059–1067), ela inteligentemente apoiou a viúva de Constantino, Eudócia Macrembolitissa e o novo marido dela, Romano IV Diógenes (r. 1068–1071) contra a família de Constantino, que não aprovava o novo casamento. Ana seria a partir daí a maior defensora do novo imperador e encorajou seus filhos a servirem nas campanhas militares. Apesar de ter apenas quatorze anos, Manuel foi nomeado curopalates e estratego autocrator (comandante). Embora tenha sido capturado pelos turcos, ele foi libertado através dos esforços diplomáticos de Crisóculo. Manuel, porém, morreu de uma infecção auditiva em 1071 e, depois de seu funeral, Ana enviou seu terceiro filho, Aleixo, para servir em seu lugar. Porém, como o segundo filho de Ana, Isaac, já servia no exército, Romano Diógenes não o aceitou em consideração à mãe.
Os Ducas retornaram ao poder depois da derrota de Romano IV pelos turcos seljúcidas na Batalha de Manzicerta em 1071. Ana, porém, manteve a sua lealdade a Diógenes e logo chamou a atenção do novo governo liderado pelo seu antigo rival, o césar João Ducas, tio de Miguel VII Ducas. Ela foi julgada depois que uma carta que ela enviara a Diógenes foi interceptada pelos espiões imperiais. Porém, durante o inquérito, os Comnenos defenderam que os documentos eram falsos. Briênio relata que, durante o julgamento, Ana tirou um ícone de Cristo de dentro da roupa e proclamou sua inocência exclamando que "Cristo, o juiz supremo que conhece os segredos do seu coração era o juiz entre ela e eles". Os juízes ficaram, segundo o relato, espantados por sua dignidade e severidade", mas foram forçados a condená-la por traição em 1072 e baniram-na para um mosteiro nas ilhas Príncipes, um dos lugares favoritos para se exilar mulheres e parentes da casa real. Embora ela tenha se declarado inocente, o fato de ela ter conseguido assegurar um casamento para sua filha Teodora com Constantino Diógenes, filho de Romano IV, indica que ela muito provavelmente ainda estava envolvida em intrigas para restaurar Romano no trono. Alguns dos seus sinetes trazem o título mônaca (freira) e também "curopalatissa", demonstrando que ela teria se tornado uma freira quando João morreu ou durante seu exílio. Uma mudança na sorte de Ana veio quando ela foi reconvocada à capital em 1073 quando o césar Ducas perdeu poder para Miguel VII e o eunuco Niceforitze.

### Papel na revolta comnena

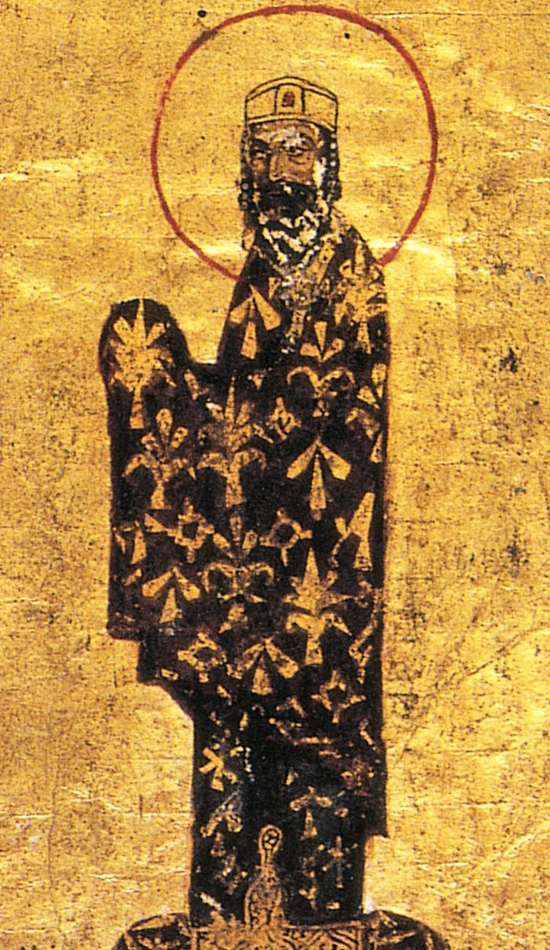
Aleixo I Comneno, filho de Ana Dalassena e imperador bizantino. Por muitos anos, Ana foi o real poder por trás do reinado do filho.

Ana teria um papel preponderante no golpe de estado de 1081 juntamente com a imperatriz Maria da Alânia. Casada primeiro com Miguel VII Ducas e depois com Nicéforo III Botaniates, Maria estava preocupada com o futuro de seu próprio filho com Miguel, Constantino Ducas, pois Nicéforo planejava deixar o trono para seus próprios parentes. A situação empurrou a imperatriz para os Comnenos e a principal força por trás do acordo foi Ana Dalassena.
Já muito próxima dos Comnenos através do casamento de sua prima Irene com Isaac Comneno, os irmãos Comnenos conseguiram se encontrar com a imperatriz sob o pretexto de uma visita familiar. Além disso, para ajudar na conspiração, Maria adotou Aleixo como seu filho, mesmo ele sendo apenas cinco anos mais novo do que ela. Maria foi convencida a fazê-lo por seus assessores, alanos como ela, e eunucos, estes, por sua vez, convencidos por Isaac. Sabendo do controle que Ana Dalassena mantinha sobre a família, é muito provável que ela também tenha aprovado o arranjo. Como resultado, Aleixo e Constantino, o filho de Maria, se tornaram irmãos adotivos e ambos juraram defender seus direitos ao trono. Maria se mostrou, por sua vez, uma poderosa aliada dos Comnenos ao fornecer-lhes informações secretas sobre a casa real.
Como da vez anterior, o noivado da neta de Ana com um parente do imperador não a impediu de intrigar contra o novo regime. Como relatado na "Alexíada", quando Isaac e Aleixo fugiram de Constantinopla em meados de fevereiro de 1081 para levantar um exército contra Botaniates, Ana rápida e sorrateiramente mobilizou o restante da família e se refugiou em Santa Sofia, de onde negociou com o imperador a segurança dos membros da família que ainda estavam na capital. 
Nicéforo foi forçado a jurar publicamente que concederia sua proteção à família. Por insistência do imperador e para a segurança deles próprios, todos foram confinados no convento de Pétrio, onde depois se juntaria a eles a mãe de Irene Ducena, Maria da Bulgária. Botaniates permitiu que fossem tratados como convidados, inclusive podendo receber comida de seus familiares. Além disso, Ana cultivou boas relações com os guardas, que lhe traziam notícias da revolta.. Ana teve muito sucesso em três importantes aspectos da revolta: ganhou tempo para os filhos roubarem os cavalos imperiais dos estábulos e fugirem, distraiu o imperador dando tempo aos filhos para juntarem e armarem suas próprias tropas e, finalmente, deu a Botaniates uma falsa sensação de segurança, iludindo-o sobre o golpe que estava se armando contra ele.

### Ascensão ao poder
Isaac e Aleixo marcharam triunfalmente na capital em 1 de abril do mesmo ano. Porém, mesmo este auspicioso resultado não impediu que Ana excluísse os Ducas da coroação imperial ˆ— ela jamais aprovou o casamento de Aleixo e Irene Ducena e a situação se tornou ainda mais aguda depois que a adolescente Irene tornou-se augusta como ela. Embora a candidatura de Aleixo ao trono já tivesse sido concordada entre os Ducas e os Comnenos em Esquiza, o primogênito Isaac Comneno ainda tinha apoiadores.
O fato de Aleixo ter sido coroado em 4 de abril enquanto Irene só o tenha sido uma semana depois levantou suspeitas. É provável que Ana e Maria da Alânia tenham planejado se livrar dela para governar com Aleixo, a primeira como mãe e a segunda, como esposa. Maria já havia sido imperatriz por duas vezes e tinha muito mais experiência que a inocente, adolescente Irene, que ainda nem mãe tinha sido. Em seu relato sobre os eventos, Ana Comnena, filha de Aleixo, afirma que os Comnenos se recusaram a expulsar Maria do palácio por causa de sua gentileza e por que "ela estava num país estranho, sem parentes, sem amigos, com ninguém de seu próprio povo".
Seja como for, Irene foi finalmente coroada pelo patriarca Cosme I de Constantinopla, que acabou deposto por isso. Ana, como compensação, pôde escolher seu sucessor, Eustrácio Garidas.

### Reinado de Aleixo I

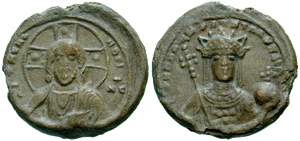
Sinete de Irene Ducena, esposa de Aleixo I, nora de Ana e sua principal adversária na corte.

Da ascensão dos Comnenos em 1081 até sua morte ou banimento em 1100 ou 1102, Ana teve uma vida pública muito ativa, administrando serviços civis e militares do império. Seu filho Aleixo esteve, por muitos anos, sob sua influência. Porém, ela esteve em conflito constante com sua nora Irene e assumiu, de forma rude e flagrante, total responsabilidade pela criação e educação de sua neta Ana Comnena.
Dada a cultura e tradição do Império Bizantino grego, era pouco usual que uma mulher tivesse tanto poder sobre seu filho e sobre o império. Embora ele precisasse de conselhos confiáveis e essencialmente devesse à mãe sua ascensão , ela ter permanecido no poder por quinze anos, de sua ascensão até os seus quarenta anos, é impressionante. Conforme se aproximava a meia idade, Aleixo se convencia cada vez mais de que queria governar sozinho. Depois que as campanhas militares da década de 1080, ele conseguiu ficar mais tempo na capital, o que só serviu para frustrá-lo por causa do estrito controle mantido por sua mãe sobre a administração do império, independentemente de quão produtiva era a situação. Zonaras afirmou que Ana estava no poder por tanto tempo que Aleixo se frustrava por ser imperador no nome apenas.Ana, sempre muito sensível às mudanças em sua sorte, percebeu a situação e decidiu partir antes que fosse expulsa e retirou-se para seus apartamentos particulares anexos ao mosteiro da Igreja de Cristo Pantepoptes. As sementes do descontentamento de Aleixo podem ter sido plantadas já em 1089 quando, em uma comunicação imperial, Aleixo reclamou da generosidade de Ana para com um mosteiro em Doquiário.
As fontes são conflitantes sobre o ano da aposentadoria e da morte de Ana. Ana Comnena estranhamente nada cita sobre seu desaparecimento da corte, o que pode sugerir que a avó pode ter se envolvido em alguma situação embaraçosa — talvez com uma seita herética como a dos bogomilos. Porém, sabemos que ela ainda estava no poder quando a Primeira Cruzada passou por Constantinopla no final de 1096 ou início de 1097, talvez se aposentando logo em seguida. Como não se sabe a data e nem a razão de sua aposentadoria, Zonaras relata que ela residiu imperialmente com honra" em sua fundação por muitos anos, morrendo muitíssimo idosa apenas um ano antes que seu filho Isaac, que morreu entre 1100 e 1102. Ironicamente, ela morreu no dia previsto por um astrólogo ateniense como sendo o dia da morte de Aleixo.
Durante a dinastia Comnena, as mulheres continuaram não apenas a manter seus papeis estabelecidos pelas imperatrizes anteriores, mas avançaram muito na fundação de mosteiros, no patrocínio do clero, teólogos e escritores. Elas também tornaram-se cada vez mais ativas na administração do império e os dois maiores exemplos foram Ana Dalassena e sua contemporânea, Maria da Alânia.

## Família
De seu casamento com o doméstico das escolas João Comneno, Ana teve:
- Manuel Comneno, protoestrator.
- Maria Comnena, que casou-se com Miguel Taronita.
- Isaac Comneno, sebastocrator, casou-se com uma princesa do Reino da Geórgia.
- Eudócia Comnena, que casou-se com Nicéforo Melisseno.
- Teodora Comnena, que casou-se com Constantino Diógenes, pai de Ana Diogenissa, rainha da Sérvia.
- Aleixo Comneno, general e imperador (r. 1081–1118), que casou-se com Irene Ducena.
- Adriano Comneno, protosebasto, que casou-se com Zoé Ducena.
- Nicéforo Comneno, drungário da frota.